# 马库斯·瓦莱里·普洛布斯
马库斯·瓦莱里·普洛布斯（英語：Marcus Valerius Probus），约活动于公元1世纪后期。来自贝鲁特。他是一位出色的拉丁文法家和学者，对许多古代拉丁文著作家的文本皆有研究。